# シャロン・レンドル
シャロン・レンドル（Sharon Rendle 1966年6月18日-) はイギリスのキングストン・アポン・ハル出身の柔道選手。現役時代は52kg級の選手。身長155cm。

## 人物
1987年の世界選手権では決勝で山口香を2-1の判定で破って優勝を果たした。翌年のソウルオリンピックでは公開競技ながら、決勝でフランスのドミニク・ブランを判定で破って優勝した。1989年の世界選手権ではイタリアのアレッサンドラ・ジュンジを技ありで破って2連覇を達成した。1991年の世界選手権では、決勝でジュンジに判定で敗れて2位に終わった。1992年バルセロナオリンピックでは地元スペインのアルムデナ・ムニョスに判定で敗れるが3位となった。1993年の世界選手権では、3位決定戦で鈴木若葉に1-2の判定で敗れて5位だった。1995年の世界選手権では3位だった。1996年アトランタオリンピックでは初戦で敗れた。

## 主な戦績
- 1982年 - イギリス国際　2位
- 1983年 - イギリス国際　2位
- 1984年 - イギリス国際　優勝
- 1984年 - ドイツ国際　3位
- 1985年 - ドイツ国際　2位
- 1986年 - ドイツ国際　3位
- 1986年 - 英連邦競技大会　優勝
- 1986年 - イギリス国際　優勝
- 1986年 - 世界選手権　3位
- 1987年 - ドイツ国際　2位
- 1987年 - ヨーロッパ選手権　3位
- 1987年 - イギリス国際　優勝
- 1987年 - 世界選手権　優勝
- 1987年 - 福岡国際　優勝
- 1988年 - イギリス国際　優勝
- 1988年 - ソウルオリンピック　優勝
- 1988年 - 福岡国際　優勝
- 1989年 - イギリス国際　優勝
- 1989年 - ヨーロッパ選手権　3位
- 1989年 - 世界選手権　優勝
- 1989年 - 福岡国際　優勝
- 1990年 - 英連邦競技大会　優勝
- 1990年 - ベルギー国際　優勝
- 1990年 - イギリス国際　優勝
- 1990年 - ヨーロッパ選手権　優勝
- 1991年 - 世界選手権　2位
- 1992年 - フランス国際　優勝
- 1992年 - ベルギー国際　3位
- 1992年 - イギリス国際　優勝
- 1992年 - オーストリア国際　優勝
- 1992年 - バルセロナオリンピック　3位
- 1993年 - 世界選手権　5位
- 1995年 - フランス国際　3位
- 1995年 - ヨーロッパ選手権　3位
- 1995年 - 世界選手権　3位
- 1996年 - ヨーロッパ選手権　優勝